# Claudia Abend
Claudia Abend   (Montevideo, 1979) és una directora de cinema i publicitat de l'Uruguai. Guanyadora de diversos premis internacionals, és coneguda, entre altres obres, pel documental Hit (2008), en el qual són entrevistades diverses figures de la música nacional.

## Biografia
Es va llicenciar en Comunicació Social en la Universitat Catòlica de l'Uruguai, especialitzant-se en cinema. Amb la seva opera prima, El comienzo del fin, curt documental que tracta sobre el plebiscit de 1980 i la caiguda de la dictadura a l'Uruguai, va guanyar diferents reconeixements en festivals internacionals.
Al costat del seu col·lega Adriana Loeff va dirigir Hit, documental estrenat en 2008, en el qual van ser entrevistats 25 músics nacionals per a parlar de cançons compostes per altres músics que poden catalogar-se com a èxits populars de la música uruguaiana. Amb aquesta pel·lícula, Abend va obtenir el premi al millor muntatge per l'Asociación de Críticos de Cine del Uruguay.
Per la realització del seu segon llargmetratge documental, La flor de la vida (en etapa de postproducció, estrenada el 2018), realitzat també al costat de Loeff, va obtenir el premi FONA del la Direcció del Cinema i Audiovosual Nacional (ICAU) i suport de l'Institut Sundance, entre d'altres.
Com a directora publicitària ha desenvolupat gran part de la seva carrera en la productora Metròpolis, on va dirigir diverses peces publicitàries. Entre altres, va obtenir un FIAP d'Or, premi atorgat de la Federació Iberoamericana de Publicitat, per un comercial per a una marca de cervesa.

## Filmografia
- La flor de la vida (documental, 2017)
- Hit (documental, 2008)
- Margaritas (curt, 2003)
- Los Pocillos (curt, 2001)
- El comienzo del fin (curt documental, 2001)